# 가와카미군

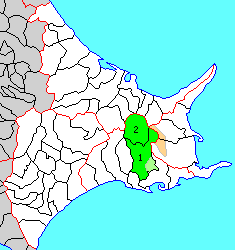
가와카미 군의 위치

가와카미군(일본어: 川上郡)은 일본 홋카이도 구시로 지청의 군이다.
인구 13,229명, 면적 1,873.7km², 인구밀도 7.06명/km².(2025년 2월 28일, 주민기본대장인구)
이하 2정으로 구성된다.
- 시베차정(標茶町)
- 데시카가정(弟子屈町)

## 역사
에도 시대의 가와카미 군역은 마쓰마에번에 의해 설치된 구스리 장소에 포함되었다. 에도 시대 후기, 가와카미 군역은 동 에조치에 속하고 있었다. 국방을 위해 1799년에 가와카미 군역은 천령이 되었다. 1869년 가와카미 군이 두어졌고 홋카이도 구시로국에 속했다.